# Televerket (Швеция)
Телеверкет (швед. Televerket) — шведская государственная организация, действовавшая как публичная
корпорация в собственности государства, и ответственная за телекоммуникации в Швеции в течение 140 лет, за период с 1853 года по 1993 год. Сначала, с 1853 года, называлась «Королевское Агентство электрического телеграфа» (швед. Kongliga Elektriska Telegraf-Werket), затем, в 1871 году имя поменялось на «Королевское Телеграфное Агентство» (швед. Kongliga Telegrafverket), в 1903 году написание стало Kungliga Telegrafverket, в 1946 году слово «Королевское» (швед. Kungliga) убрали, в 1953 году название изменили на «Телеверкет» (швед. Televerket). Компания обладала монополией в области телекоммуникаций, в 1992—1993 годах была подвергнута акционированию, после чего переименована в «Телиа», и теперь является частью корпорации Telia Company.

## История

### 19-й век
Компанию основали 1 ноября 1853 года как правительственное телеграфное агентство, когда между Стокгольмом и Уппсалой построили первую электрическую телеграфную линию. Первым начальником агентства был Карл Акрелль. До 1853 года в Швеции работал оптический телеграф, которым пользовались правительство и военные страны.
Электрическая телеграфная связь быстро развивалась, и уже в 1855 году Швеция соединилась телеграфной линией с другими странами Европы через пролив Эресунн. В том же году провели линию между Санкт-Петербургом и Хельсинки, на следующий год линию продлили до Турку через город Хямеэнлинна; а в 1860 году шведский и финский телеграф соединили вблизи финского города Торнио, в результате чего стал возможен обмен телеграммами между Стокгольмом и Санкт-Петербургом.
Тем временем объём информации, передаваемой по телеграфу, увеличивался, и в 1877 году из Швеции в Россию провели вторую телеграфную линию — через остров Аланд до города Нюстад Або-Бьёрнеборгской губернии Великого княжества Финляндского.
По инициативе бывших сотрудников «Телеверкета» в Швеции создали первую телефонную сеть. По мере того, как электрическая связь в Швеции развивалась, компания «Телеверкет» в зону своей деятельности включила и телефонию, с запозданием войдя в раннюю шведскую телефонную индустрию. В 1876 году Ларс Магнус Эрикссон основал в Стокгольме компанию по выпуску телеграфного и телефонного оборудования, и стал партнёром и поставщиком телефонов и коммутаторов для «Телеверкета».
Имея монополию на шведские телефонные линии дальней связи, компания «Телеверкет» со временем взяла под контроль и местные сети быстро растущих частных телефонных компаний, кроме Стокгольма. Её сеть, построенная с одобрения Шведского парламента (Риксдага), данного в 1888 году, называлась «Национальный телефон» (швед. Rikstelefon); к концу 1889 года сеть насчитывала 4 тыс. абонентов (из общего числа 20 тыс. абонентов всех компаний страны).
В Стокгольме «Телеверкет» организовала выделенную телефонную сеть для центрального правительства. К середине 1880-х годов общая телефонная сеть Стокгольма стала крупнейшей во всей Европе, а в 1894 году денежные поступления «Телеверкет» от предоставления телефонных услуг впервые превысили доходы от телеграфии.
В 1891 году «Телеверкет» открыла мастерскую по ремонту и производству некоторого оборудования связи, а к 1893 году стала выпускать также и телефоны.

### 20-й век
Телефонные и телеграфные сети Швеции географически были структурированы в рамках семи округов с центрами в Мальмё (I), Гётеборге (II), Норчепинге (III), Стокгольме (IV), Евле (V), Сундсвалле (VI), Лулео (VII).
В то время как телекоммуникационная индустрия в Швеции всегда была более-менее открытой, компания «Телеверкет»
монополизировала рынок связи покупкой в 1918 году Стокгольмской телефонной акционерной компании общего пользования (швед. «Stockholms Allmänna Telefonaktiebolag» (SAT)), основанной Хенриком Торе Седергреном в 1883 году.
В 1936 году в Швеции выдвинули предложение об объединении служб Почты и электросвязи, как это было сделано, например, в Дании и Финляндии в 1927 году и в Исландии в 1935 году, но оно было отвергнуто.
После реструктуризации компании «Телеверкет» в 1953 году её предприятия де-факто остались национальными монополиями, поскольку ни одна из других компаний не могла с ними эффективно конкурировать по причине отсутствия как финансовых, так и технических ресурсов.

#### Производственная деятельность
Самое первое дочернее предприятие компании «Телеверкет» было создано в 1966 году; его назвали АО «Тефаб» (швед. Telefabrikation AB (TEFAB)). Руководство компании посчитало целесообразным иметь некоторые производственные мощности для собственного конкурентоспособного бизнеса, и открыло две фабрики — в Шеллефтео и Кристинехамне, что было и в интересах правительства, которому было важно дать работу населению регионов Швеции. Производственное подразделение «Телеверкет» назвали «Тели» (англ. Televerket’s industrial division (TELI)), которое имело также фабрики в Нюнесхамне (коммутационные станции для сети общего пользования), Сундсвалле (телефоны) и Венерсборге (учрежденческие АТС). После некоторых волнений работников и конфликта с профсоюзом, в 1987 году «Тели» стало акционерным обществом (швед. TELI AB). Переход от электромеханических устройств к электронным, имевший место около 1980 года, ознаменовал собой изменение самих основ телекоммуникационного бизнеса, и поэтому АО «Тели», как относительно небольшой международный производитель, более не смогло эффективно конкурировать на рынке, что повлекло закрытие в 1989 году телефонного производства и самой фабрики в Сундсвалле, а в 1993 году закрылась и фабрика в Венерсборге.

#### «Шведтел»
Во второй половине 1960-х годов «Телеверкет», в рамках общей программы помощи, оказываемой Швецией Третьему миру, и при содействии Улофа Пальме, бывшего тогда Министром транспорта и связи, основала организацию «Шведтел» (англ. Swedtel) — свою вторую дочернюю компанию, призванную оказывать консультационные услуги в области связи развивающимся странам. Это дало компании возможность приобрести широкие профессиональные навыки на международном уровне, а также, со временем, завоевать положительную репутацию во многих регионах земного шара.

#### Ослабление монополии и корпоратизация
Начиная с 1980 года, монополия «Телеверкета» постепенно ослабевала по причине действий правительства,
направленных на либерализацию индустрии связи. Так, Риксдаг открыл рынок для конкуренции, разрешив присоединять к
сети телефоны других поставщиков. 1 июля 1993 года Швеция приняла новый Акт по рынку связи. В этот же год «Телеверкет» стала компанией с ограниченной ответственностью и получила имя «Телиа АБ», оставшиеся надзорные обязанности были переданы Национальному Агентству Почты и Телекоммуникаций; генеральный директор «Телеверкета» Тони Хагстрём в компании «Телиа АБ» стал называться исполнительным директором. На следующий год он покинул компанию, и на его место пришёл Ларс Берг, до этого долго работавший в корпорации «Эрикссон».

## Генеральные директора компании
- Карл Акрел (Carl Akrell), 1853—1862 (здесь и далее в скобках имя и фамилия на шведском языке)
- Пер Бранстрём (Pehr Brändström), 1862—1874
- Даниэл Нордландер (Daniel Nordlander), 1874—1890
- Эрик Сторскенфелдт (Erik Storckenfeldt), 1890—1902, в 1890—1893 и. о. гендиректора
- Мауриц Салин (Mauritz Sahlin), 1902—1904
- Арвид Линдман (Arvid Lindman), 1904—1907
- Герман Рюдин (Herman Rydin), 1907—1927, в 1906—1908 и. о. гендиректора
- Адолф Гамилтон (Adolf Hamilton), 1928—1938
- Хельге Эриксон (Helge Ericson), 1939—1942
- Хакан Стерки (Håkan Sterky), 1942—1965
- Бертил Бюрел (Bertil Bjurel), 1966—1977
- Тони Хагстрём (Tony Hagström), 1977—1993

## Галерея

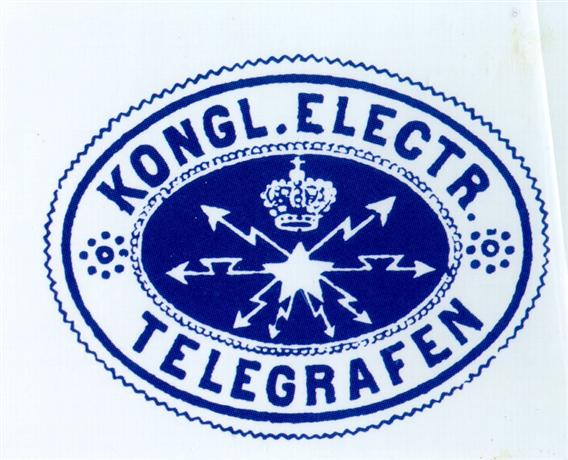
Логотип Королевского телеграфа
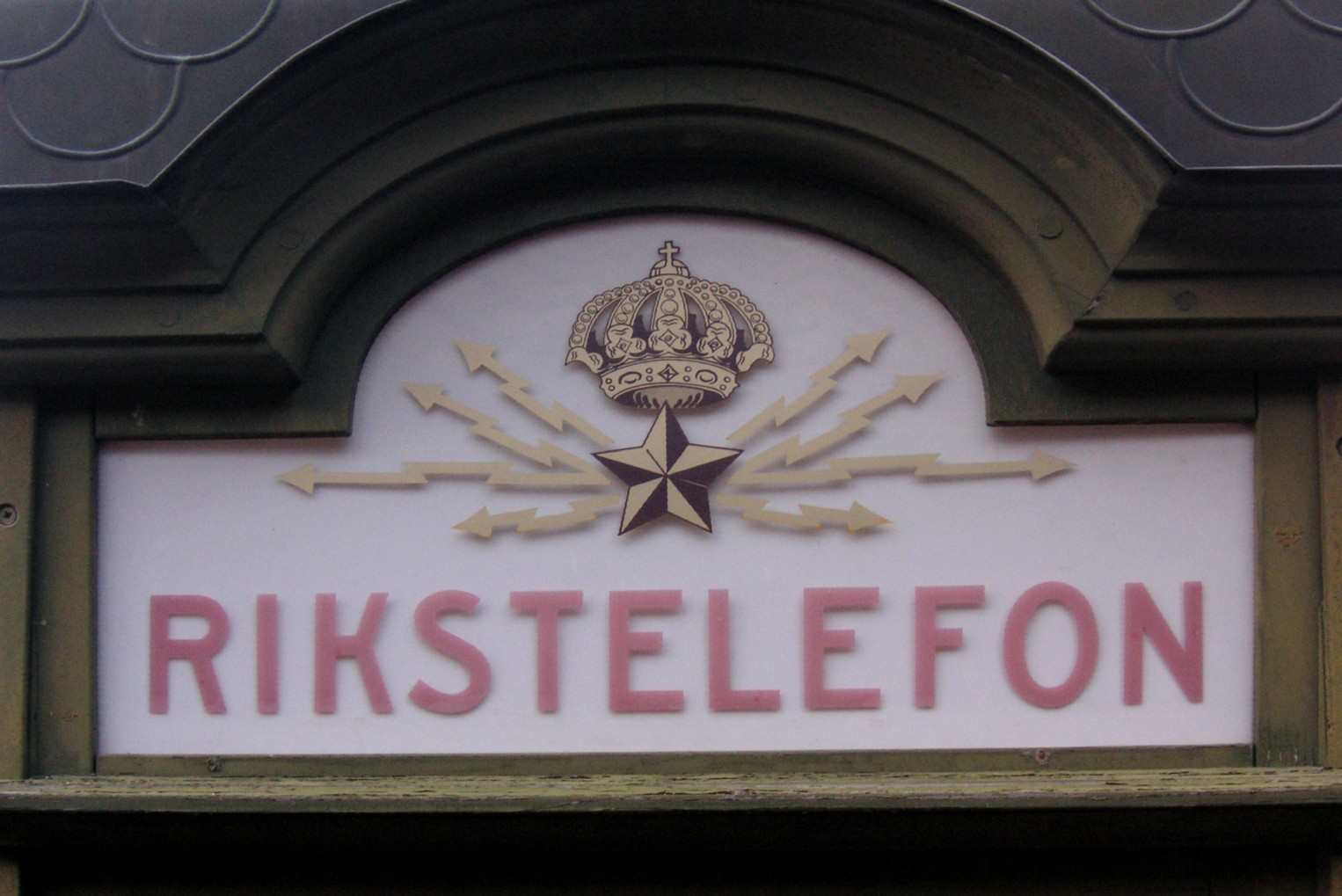
Надпись на телефонной будке
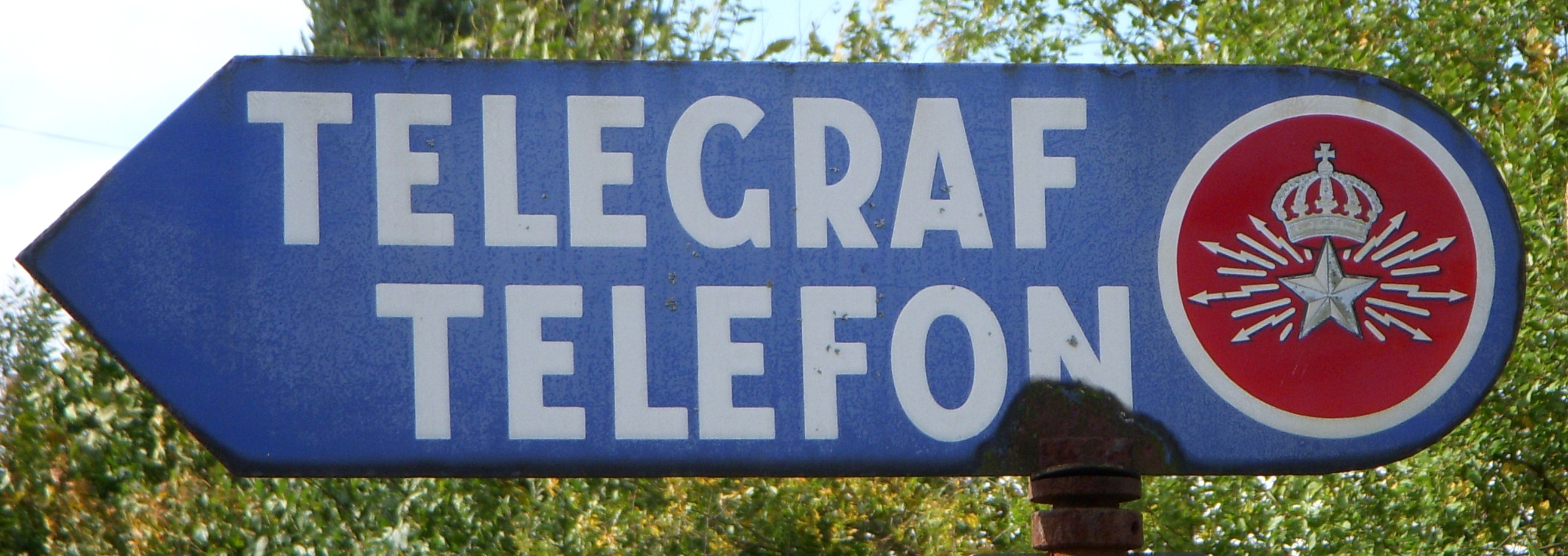
Указатель
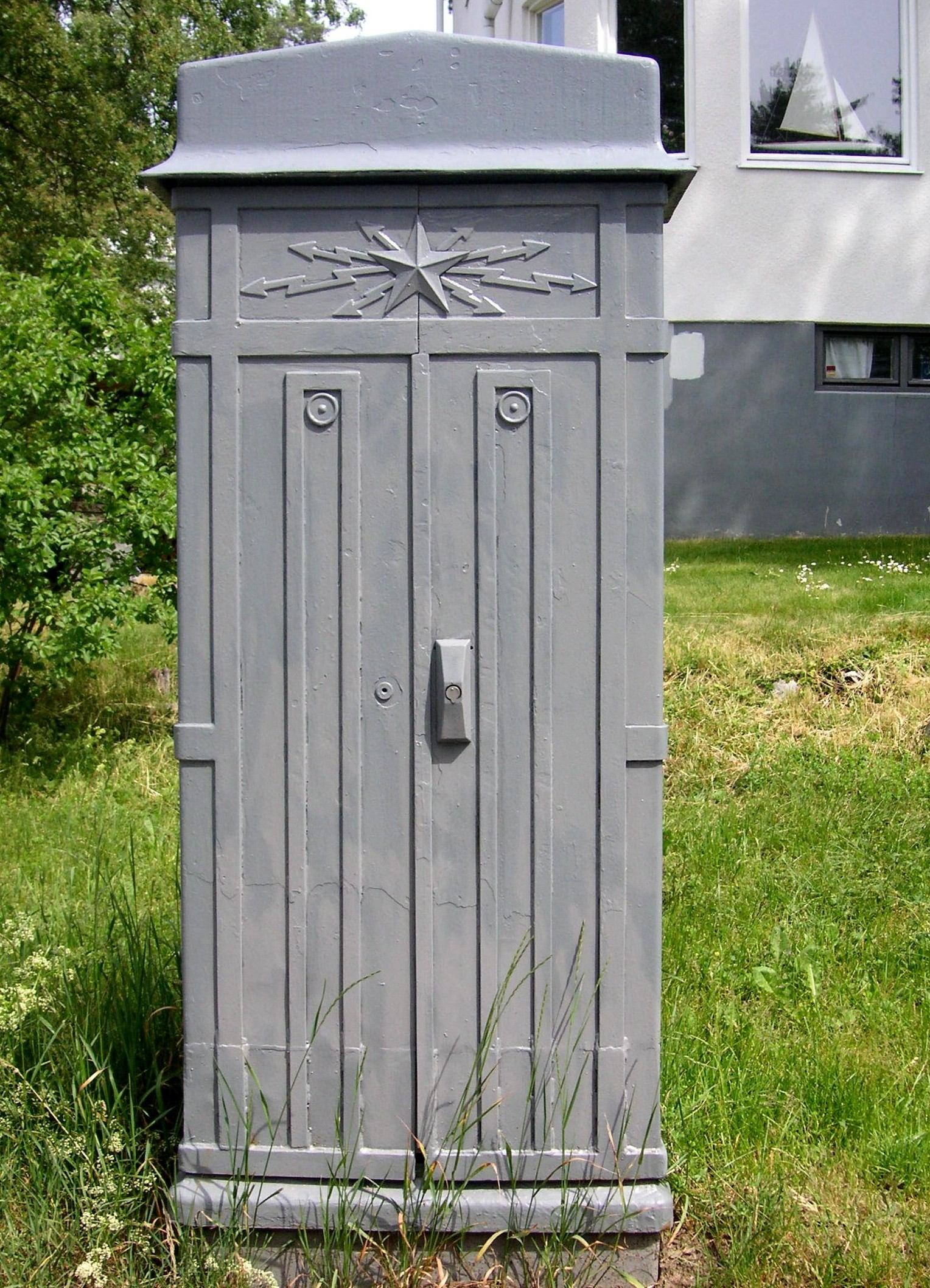
Распределительный шкаф, 1930-е гг.

### Некоторые стандартные телефоны компании
|  |  |  |  |  |